# Aleurodicus talamancensis
Aleurodicus talamancensis là một loài côn trùng cánh nửa trong họ Aleyrodidae, phân họ Aleurodicinae.
Aleurodicus talamancensis được Martin miêu tả khoa học đầu tiên năm 2005.